# BRCA2
يمثل BRCA2 جينًا بشريًا والبروتين الخاص به، ويُكتب هذا الرمز مائلًا ليمثل الجين وغير مائل ليمثل البروتين نفسه؛ حيث تم الاتفاق على هذا الاسم رسميًا من قبل منظمة الجينوم البشري، ويوجد رمز آخر وهو FANCD1 والذي يمثل ارتباط الجين ببروتينات FANC، ويعرف سرطان الثدي2 على انه جين الورم القامع. يُعد بروتين الجين الناظر -الموجود في جميع البشر-مسئولًا عن اصلاح الحمض النووى DNA.

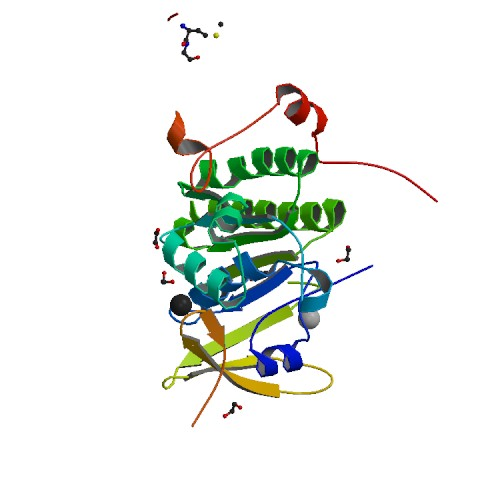
سرطان الثدي 2 BRCA

سرطان الثدي1 وسرطان الثدي 2 يظهر بشكل طبيعى في خلايا الثدي وخلايا الأنسجة الأخرى، حيث يساعدان في إصلاح الحمض النووي DNA التالف أو تدمير الخلية ذاتها إذا كان الحمض النووى غير قابل للإصلاح؛ حيث يساهمان في إصلاح تلف الكروموسومات بما يؤديانه من دورٍ هام في تصحيح أخطاء شريطي الحمض النووي  .أما إذا حدث تلف لسرطان الثدي1 وسرطان الثدي2 -وذلك عند حدوث طفرة في سرطان الثدي- فإن الحمض النووي التالف لا يتم إصلاحه بشكل ملائم مما يزيد من خطر حدوث سرطان للثدي  .النوع السائد لديه وظيفة قمعية للورم في حين أن الطفرة في تلك الجينات تُحدث خسارة في تلك الوظيفة والتي بالتالى تزيد من خطر إصابة سرطان للثدي.
إن جين سرطان الثدي يقع على الذراع الأكثر طولًا من الكروموسوم 13 في الموضع 12.3  .المرجع البشري لجين سرطان الثدي يحوي 27 إكسون، وشريط DNA المتمم يحوي 10.254 زوج من القواعد والتي تُتَرجَم إلى بروتينٍ من 3418 حمضًا أمينيًا.

موضع الجين في الإنسان